# La rebelión de un sueño
La Rebelión de Un Sueño es el nombre del quinto álbum independiente y primero en grupo del rapero mexicano C-Kan. el álbum fue lanzado a finales del 2007 por el sello discográfico Mastered Trax Latino. Después de sacar el álbum Déjeme afinar los gallos Mastered Trax decide darle la oportunidad de formar parte de su compañía al lado de "BODKA37" y "MASIBO", formando así la agrupación llamada "RADIKALES" y sacando el álbum a finales del 2007.

## Lista de canciones
| N.º   | Título                                             | Duración |  |
| 1.    | «No Era Necesario» (C-Kan, Bodka, Masibo)          | 3:55     |  |
| 2.    | «Daim Mamita» (C-Kan, Bodka, Masibo)               | 3:24     |  |
| 3.    | «Tu Néctar» (C-Kan, Bodka, Masibo)                 | 2:30     |  |
| 5.    | «Amor Playero» (C-Kan, Bodka, Masibo)              | 4:14     |  |
| 6.    | «Morir O Matar» (C-Kan, Bodka, Masibo)             | 4:06     |  |
| 7.    | «Quien Nos Detiene» (C-Kan, Bodka, Masibo)         | 4:17     |  |
| 8.    | «Tras Las Rejas» (C-Kan, Bodka, Masibo)            | 5:32     |  |
| 9.    | «Tan Natural» (C-Kan, Bodka, Masibo)               | 3:47     |  |
| 10.   | «Salsasabrosa» (C-Kan, Bodka, Masibo)              | 4:28     |  |
| 11.   | «Listo Para La Batalla» (C-Kan, Bodka, Masibo)     | 4:11     |  |
| 12.   | «Sobreviviente del Pantano» (C-Kan, Bodka, Masibo) | 3:30     |  |
| 13.   | «Let's get it on» (C-Kan, Bodka, Masibo)           | 4:08     |  |
| 14.   | «Ride Whit Me» (C-Kan, Bodka, Masibo)              | 4:46     |  |
| 15.   | «One Night Stand» (C-Kan, Bodka, Masibo)           | 4:07     |  |
| 54:55 |                                                    |          |  |